# Gérard III de Rieneck
Gérard III de Rieneck, mort en 1216, fut comte de Rieneck durant quelques jours en 1216. Il était fils de Gérard II, comte de Looz, et d'Adélaïde de Gueldre.
Il épousa en 1204 Cunégonde de Zimmern, et eut :
- Louis III († 1243), comte de Looz et de Rieneck ;
- Arnoul IV († 1273), comte de Looz et de Chiny ;
- Gérard († avant 1272) ;
- Berthold, chanoine à Wurtzbourg ;
- Imagina, mariée à Goswin III seigneur de Born ;
- Henri, chevalier.